# Jenny Löffler

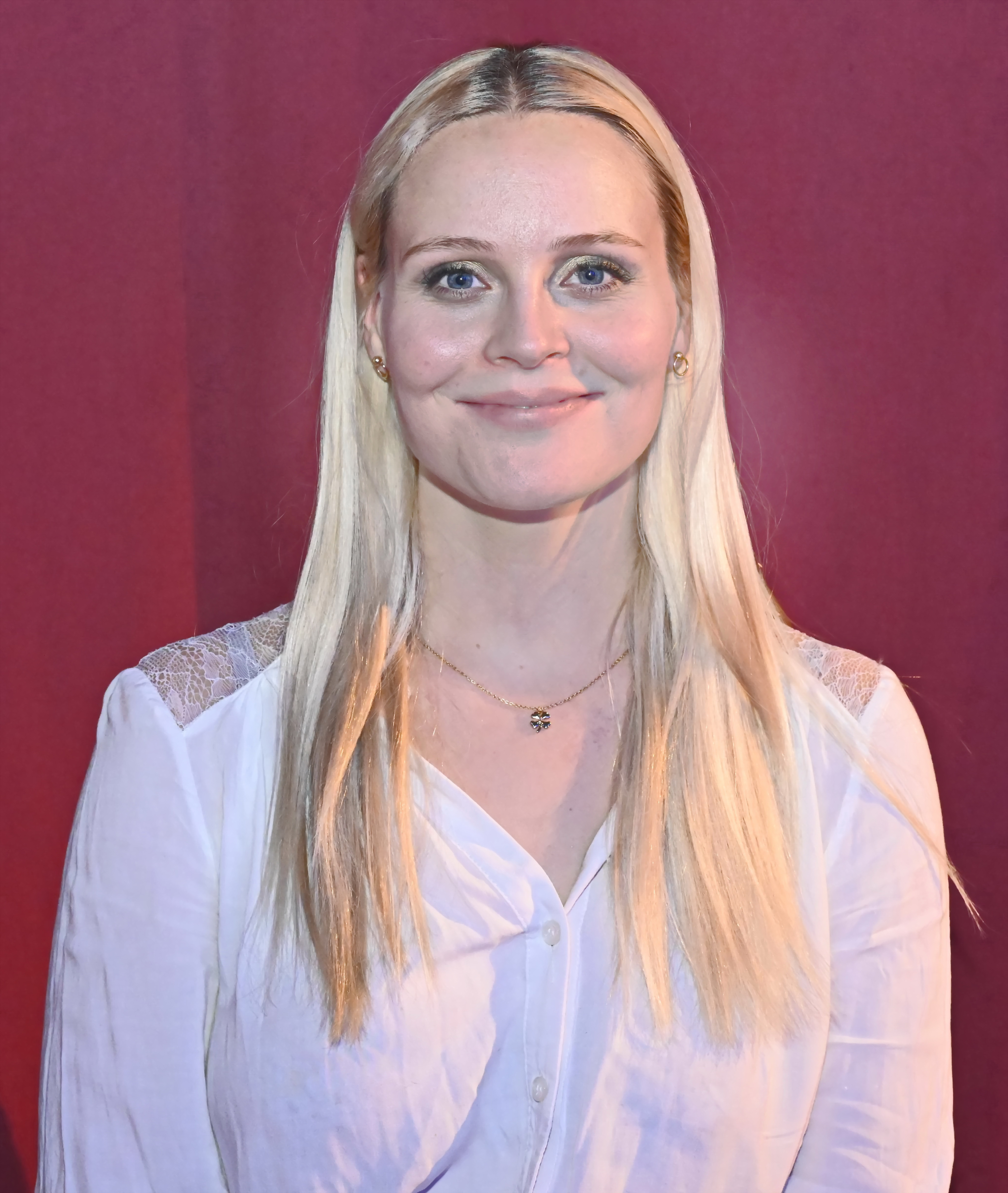
Jenny Löffler, 2021

Jenny Löffler (* 10. November 1989 in Berlin) ist eine deutsche Schauspielerin und Synchronsprecherin.

## Leben
Jenny Löffler erhielt nach dem Abitur am Hedwig-Bollhagen-Gymnasium in Velten von 2009 bis 2013 eine Schauspielausbildung an der Theaterakademie Vorpommern, 2012 besuchte sie außerdem die New York Film Academy – School of Film and Acting. Während dieser Zeit spielte sie an der Vorpommerschen Landesbühne unter anderem die Rolle der Ida Klapproth in Pension Schöller, die Hermia im Sommernachtstraum, Béline in Der eingebildet Kranke und die Titelrolle im Schneewittchen. Von 2013 bis 2015 war sie am Berliner Kriminaltheater engagiert, wo sie etwa als Louise Bourget in Tod auf dem Nil und in Der Zinker als Beryl Steadman auf der Bühne stand. Weitere Engagements hatte sie unter anderem am Theater im Palais in Berlin, wo sie in Daily Soup zu sehen war und für ihre Darstellung für den Monika-Bleibtreu-Preis 2014 nominiert wurde, sowie am Landestheater Neustrelitz.
Ihr Filmdebüt gab sie 2005 in Das Lächeln der Tiefseefische von Till Endemann. In den Kurzfilmen Ego von Albina Assilina, Our Winter Lady von Robert Rapoport und Le Sejour von Thorben Luberg  hatte sie 2011 Hauptrollen. Tagesrollen hatte sie in Produktionen wie Männerherzen … und die ganz ganz große Liebe (2011), Russendisko (2012) und Dieses Sommergefühl (2015).
Vom 27. September 2018 (Folge 3005) bis zum 11. März 2020 (Folge 3339) war Löffler in der Rolle der intriganten Annabelle Sullivan in Funktion der Antagonistin der 15. Staffel in der ARD-Telenovela Sturm der Liebe zu sehen. Im September 2020 feierte sie an der Komödie Winterhuder Fährhaus mit der Komödie Swinging Bells von René Freund neben Manuel Cortez Premiere. In dem im Rahmen der Internationalen Hofer Filmtage 2022 uraufgeführten Spielfilm Das Recht der Stärkeren von Sebastian Peterson mit Irina Usova hatte sie eine Hauptrolle als Helene. Gemeinsam mit den Sturm der Liebe-Darstellern Max Beier, Désirée von Delft und Sandro Kirtzel stand sie 2023 in Zur Hölle mit den Anderen am Theater Drehleier in München auf der Bühne.
Als Synchronsprecherin sprach sie Rollen in Serien wie Navy CIS, Chicago Fire, Doc Martin und Lethal Weapon und synchronisierte Schauspielerinnen wie Selena Gomez, Anabel Bates, Marte Germaine Christensen und Samantha Noble.

## Filmografie (Auswahl)

### Als Schauspielerin
- 2005: Das Lächeln der Tiefseefische
- 2006: Maries Lächeln (Kurzfilm)
- 2011: Ego (Kurzfilm)
- 2011: Our Winter Lady (Kurzfilm)
- 2011: Le Sejour (Kurzfilm)
- 2011: Schuldig (Kurzfilm)
- 2011: Männerherzen … und die ganz ganz große Liebe
- 2012: Russendisko
- 2015: Dieses Sommergefühl
- 2018: Die Spezialisten – Im Namen der Opfer – Die Lüge
- 2018–2020: Sturm der Liebe (Fernsehserie)
- 2022: Das Recht der Stärkeren
- 2023: Neuanfang (Kurzfilm)

### Als Synchronsprecherin
- 2017: Eine Reihe betrüblicher Ereignisse
- 2017: Emoji – Der Film
- 2017: Star Wars: Die letzten Jedi
- 2018–2023: Disenchantment
- 2021: What If…? für Ophelia Lovibond als Carina
- 2022: Navy CIS: L.A. für Jackie Brown als Heather Greene
- 2023: Navy CIS: L.A. für Alicia Urizar als Isabella Cruz
- seit 2023: Grey’s Anatomy für Alexis Floyd als Dr. Simone Griffin
- seit 2023: Navy CIS: L.A. für Ashlei Sharpe Chestnut als Summer Morehurst
- 2024: Elsbeth für Ayana Workman als Ellen Davis

## Bühne

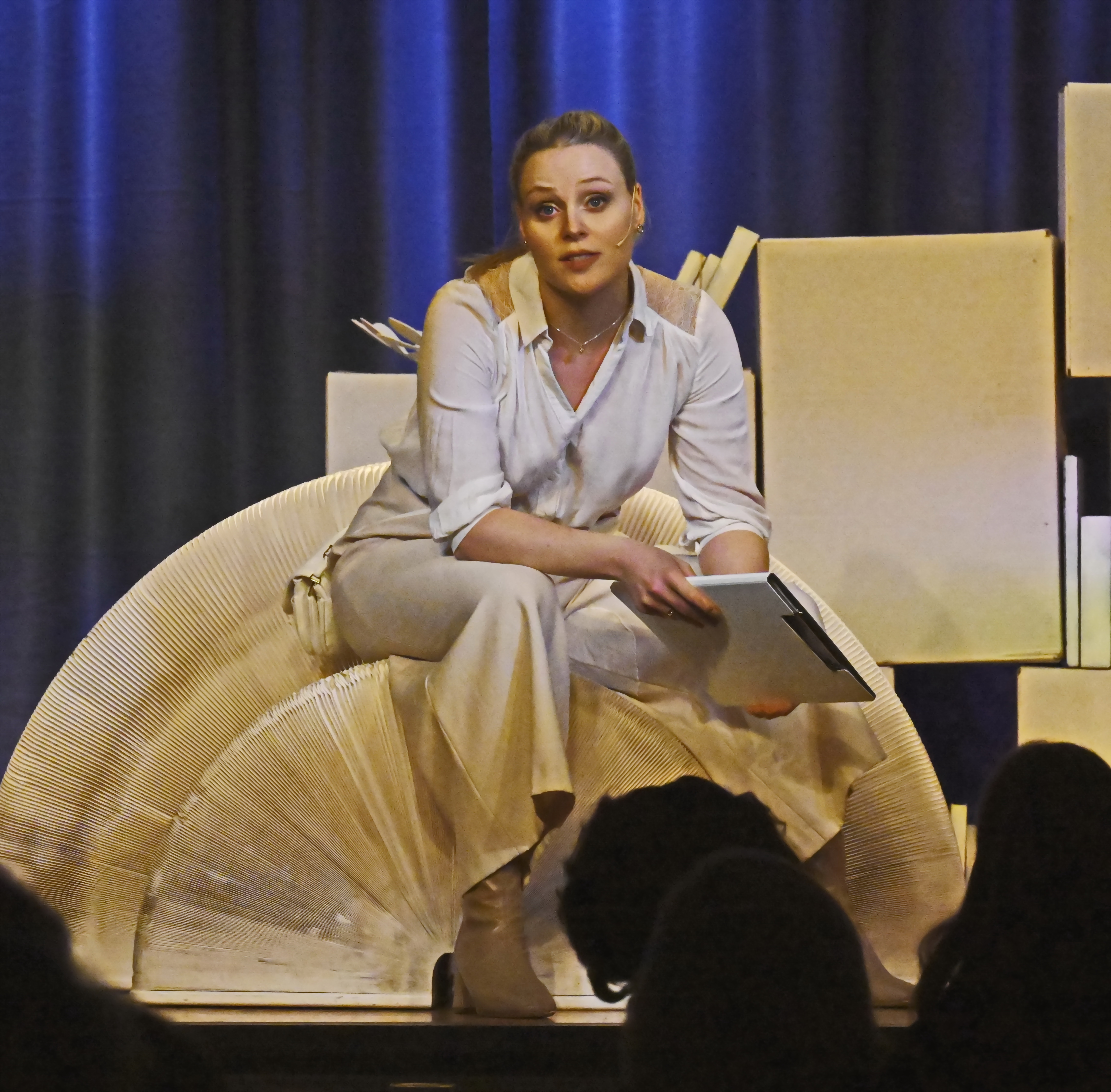
Jenny Löffler in „Kasimir und Kaukasus“

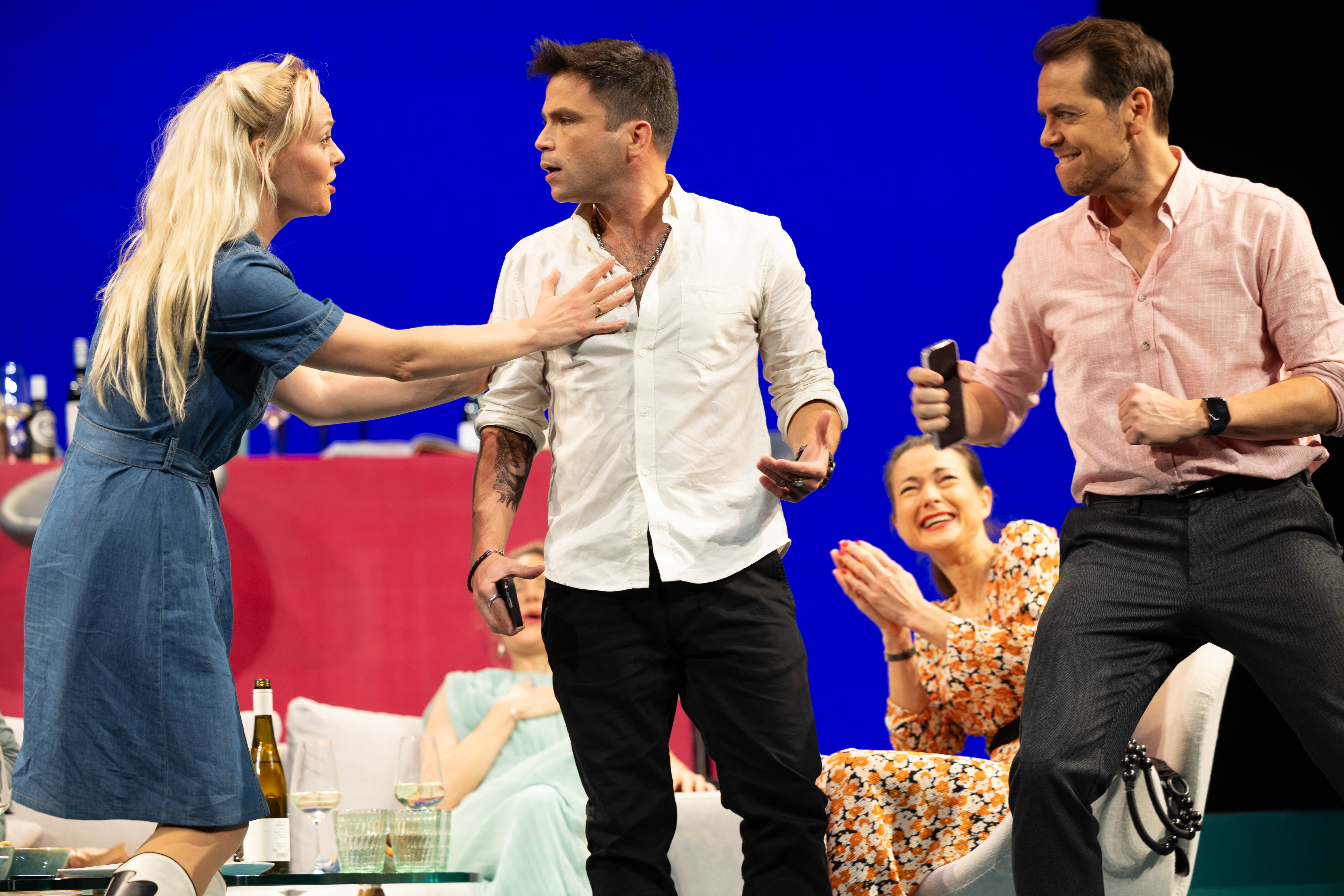
Jenny Löffler (links) in „Das perfekte Geheimnis“, Komödie am Kurfürstendamm (2023)

- Jenny Löffler (links) in „Das perfekte Geheimnis“, Komödie am Kurfürstendamm (2023)2010–2012: Pension Schöller, Ein Sommernachtstraum und Der eingebildet Kranke an der Vorpommerschen Landesbühne
- 2013: Tod auf dem Nil am Berliner Kriminal Theater
- 2014: Daily Soup am Theater im Palais
- 2015–2018: Der Zinker im Berliner Kriminal Theater
- 2020: Swinging Bells an der Komödie Winterhuder Fährhaus
- 2020–2021: Die Falle, Theatergastspiele Fürth
- seit 2021: Kasimir und Kaukasus am Theater Drehleier, München
- 2022: Jedermann-Festspiele Beelitz (Buhlschaft)[13]
- 2023: Zur Hölle mit den anderen, Theater Drehleier, München
- 2023: Das perfekte Geheimnis, Komödie am Kurfürstendamm